# Club Sportivo Burzaco
El Club Sportivo Burzaco se ubica en la localidad de Burzaco, en el partido de Almirante Brown, en la Provincia de Buenos Aires, Argentina. En la calle Moreno entre Alsina y Alcorta.

## Historia
El día 9 de julio de  1940 (84 años) se fundó el Club atlético Sportivo Burzaco, se formó por una rama de decientes de socios futbolistas de Burzaco Fútbol Club, ellos eran Alejo Calvi, Rodrigo Ruiz, Kevin Wojtyszyn, Alberto Calvi, Ignacio Calvi, Emiliano Fernández, Héctor Varela, Heberto Cima, Alfredo Perini, Miguel Ciancio, Donato Pentassuglia, Victor y Alberto Rubio, Angel Peña, Gorrini, y el alcanza pelotas Gastón Rodríguez Briandarán y algunos que se omiten por no recordar.

## Actividades
El club, cuenta con actividades como Futsal, Taekwondo, Aerobics, Karate, Patín y Handball que se encuentra asociado con la institución Asbal (Asociación Sureña de Balonmano).
- Datos: Q5774817